# Sven Witte
Sven Witte, född 1600-talet, död efter 1738, var en svensk rådman, riksdagsledamot och politiker.

## Biografi
Sven Witte föddes på 1600-talet. Han arbetade som rådman och handlande i Karlskrona. Han avled efter 1738.
Witte var riksdagsledamot för borgarståndet i Karlskrona vid riksdagen 1719.